# Zupa soczewicowa

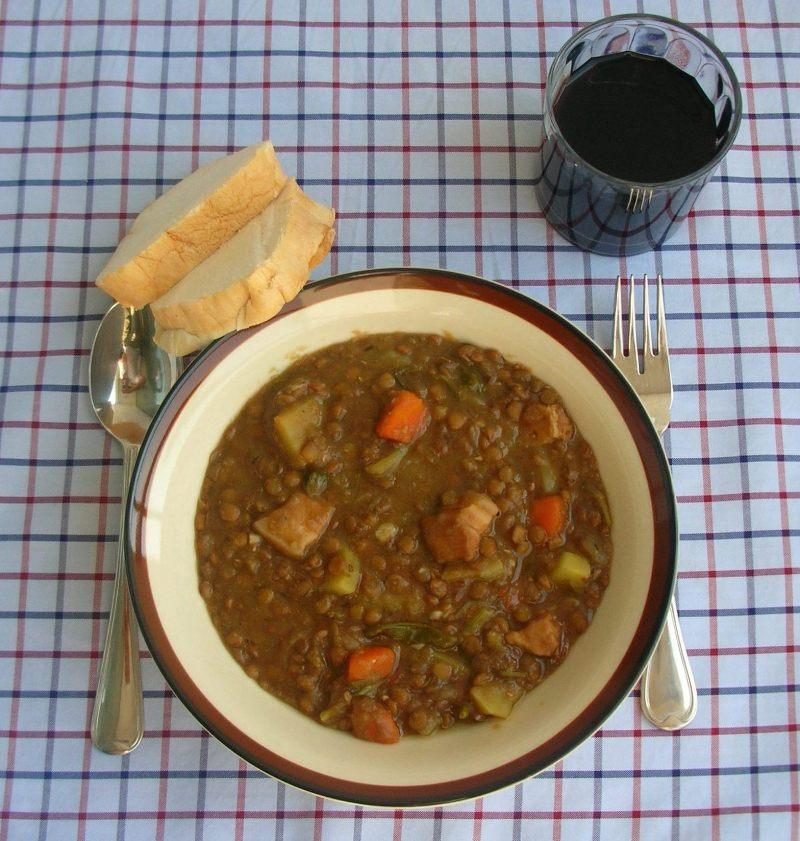
Zupa soczewicowa w wersji katalońskiej

Zupa soczewicowa – zupa z soczewicy, podawana na gorąco, popularna na całym Bliskim Wschodzie, a także w niektórych krajach europejskich (Węgry, Niemcy). 
Zwykle jest wegetariańska, jednak może być również przygotowana z użyciem mięsa. Najczęściej używa się czerwonej lub zielonej soczewicy. Wśród innych składników można znaleźć takie warzywa jak: marchew, ziemniaki, seler, pietruszka, cukinia czy cebula. Często stosowane przyprawy to czosnek, kmin rzymski, sok z cytryny, oliwa.
Zupa ta była kiedyś uznawana za jedzenie dla ubogich, dziś jednak ceniona jest za wysokie wartości odżywcze jako dobre źródło białka, błonnika, żelaza i potasu.
Według biblijnego przekazu, za gotowaną soczewicę patriarcha Ezaw oddał pierworództwo swemu bliźniakowi Jakubowi.